# The Trouble with Love Is
"The Trouble with Love Is" é um single lançado em 2003 pela cantora norte-americana Kelly Clarkson como o último de seu primeiro álbum, Thankful. "The Trouble with Love Is" entrou na trilha-sonora do filme britânico Love Actually (conhecido como Simplesmente Amor no Brasil e O Amor Acontece em Portugal). Este single não obteve o mesmo sucesso comercial dos lançados anteriormente pela cantora. 

## Composição
"The Trouble with Love Is" foi escrito por Kelly Clarkson com seus produtores Carl Sturken e Evan Rogers. Sturken também foi responsável pela programação de bateria e teclados, enquanto Rogers forneceu os vocais de fundo com Cindy Mizelle. A música foi gravada em quatro estúdios diferentes: The Hit Factory, Nova York; The Record Plant, em Los Angeles; The Enterprise, em Burbank, Califórnia; e The Loft Recording Studio, em Bronxville, Nova Iorque. Suas cordas foram gravadas em um estúdio diferente: The Studio, Philadelphia. A música apresenta bateria, violino, violas, violoncelos, teclados e cordas em sua instrumentação.